# آيرين (مغنية)
بيّ جوهيون (بالهانغول: 배주현؛ بالإنجليزية: Bae Joo-hyun بالهانجا: 裵柱現 ولدت في 29 مارس 1991)، معروفة أيضاً باسم آيرين، هي مغنية كورية جنوبية ومقدمة برامج وعارضة وممثلة، وهي قائدة فرقة رد فلفت.

## حياتها ومسيرتها

### 1991 - 2013: بداية مسيرتها
ولدت آيرين في 29 مارس 1991 في دايغو، كوريا الجنوبية. عائلتها تتكون من والدين وأخت صغرى. لقد ارتادت آيرين مدرسة هاكنام الثانوية في دايغو، انضمت إلى وكالة إس إم إنترتينمنت في عام 2009 وتدربت لمدة خمس سنوات.
في عام 2013، تم تقديم آيرين كعضوة في فرقة ناشيئين وهم تابعين لشركة SM والمعروفين أيضاً بـ SM Rookies. ولقد تم الإفراج عن فديوهات مختلفة لـ آيرين في القناة الرسمية لشركة SM في اليوتيوب قبل ترسيمها وظهرت أيضاً في الفيديو الموسيقي لأغنية 3-4-1 لـ هنري لاو.

### 2014 - الحاضر: ترسيمها ونشاطاتها الفردية

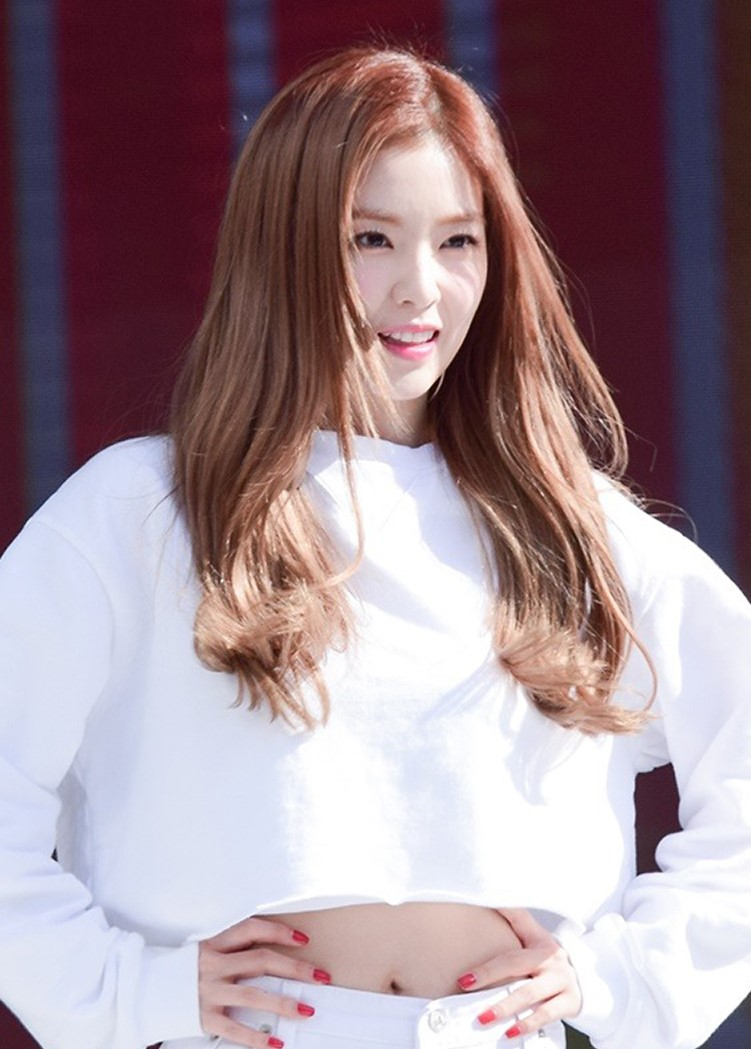
أيرين في سبتمبر 2015

في 1 أغسطس 2014 ترسمت آيرين في فرقة رد فلفت وأصبحت قائدة الفرقة. وفي نوفمبر، ظهرت في الفيديو الموسيقي لأغنية كيوهيون "At Gwanghwamun".
من مايو 2015 إلى يونيو 2016، لقد كانت آيرين المقدمة في برنامج ميوزيك بانك مع الممثل باك بو غوم. وقد اكتسب كلاهما اهتماماً بسبب الكيمياء بينهم وكذلك بسبب مهاراتهم في الغناء والاستضافة. وقد قالوا عنهم الصحافة إنهم من أفضل الشراكات في تاريخ التقديم.
في يوليو 2016، قامت آيرين بأول تجربة تمثيل لها في دراما الويب 'Women at a Game Compan'، في 14 من أكتوبر، شاركت آيرين في برنامج 'Laundry Day' لقناة أون ستايل، ولقد تم عرض العرض لأول مرة في 22 من شهر أكتوبر عام 2016.
في الشهر نفسه، أصبحت عضوة في برنامج Trick & True في قناة KBS مع زميلتها في الفرقة ويندي.
وقد قامت آيرين أيضاً بتقديم عدداً من العلامات التجارية من مختلف المنتجات، إلى جانب نشاطاتها مع رد فلفت، أصبحت أيضاً مودل لماركة Ivy Club مع فرقة إكسو في عام 2015.
في عام 2016، شاركت في تقديم ماركة قهوة Maxwell House.

## الأفلام
- فلم SMTown The Stage وهو تابع لوكالة إس إم إنترتينمنت.[10]
- فلم Double Patty صُدر سنة 2021

## دراما
- دراما «أحفاد الشمس» التي أصدرت سنة 2016، ظهرت في الحلقة 16
- دراما 'Women at a game company'[11] التي أُصدرت سنة 2016 وكانت في دور البطولة

## برامج
- برنامج ' Trick & True ' الذي عرض على قناة كي بي أس
- برنامج ' Laundry day ' الذي عرض على قناة أون ستايل

## تقديم
- قامت بتقديم برنامج «ميوزك بانك» بجانب بارك بوقوم على قناة KBS من سنة 2015 إلى 2016
- قامت بتقديم جولة «ميوزك بانك في سنغافورة» بجانب بارك بوقوم والذي عرض على قناة KBS
- قامت بتقديم جولة «ميوزك بانك في جاكرتا» بجانب بارك بوقوم والذي عرض على قناة KBS

## جوائز وترشيحات
| السنة | الجائزة                  | الفئة                  | العمل المرشح | النتيجة |
| ----- | ------------------------ | ---------------------- | ------------ | ------- |
| 2015  | جوائز كي بي أس الترفيهية | أفضل مقدمة برامج جديدة | ميوزيك بانك  | رُشِّح     |

## حفلات
- حفل «رد روم» مع باقي عضوات رد فلفت
- حفل «ريد مير» مع باقي عضوات رد فلفت
- حفل «لاروج» مع باقي عضوات رد فلفت (فرقة)

## روابط خارجية
- آيرين على موقع IMDb (الإنجليزية)
- آيرين على موقع ميوزك برينز (الإنجليزية)
- آيرين على موقع ديسكوغز (الإنجليزية)
- آيرين على موقع قاعدة بيانات الفيلم (الإنجليزية)